# Elecciones municipales de 2024 en la Región de Magallanes
Las elecciones municipales de 2024 en la Región de Magallanes se realizaron los días 26 y 27 de octubre de 2024 para elegir a los responsables de la administración local, es decir, de las comunas. La Región de Magallanes se compone de 11 comunas.
Estas elecciones serán las primeras elecciones municipales realizadas bajo el sistema de inscripción automática y voto obligatorio, luego de la promulgación de la Ley 21524 que restableció el voto obligatorio. Estas elecciones se realizarán paralelamente a las elecciones de gobernadores y consejeros regionales de la Región del Magallanes, cargos creados por la Ley 21073 de 2018, y que fueron elegidos por primera vez en 2021 y 2013, respectivamente.

## Precandidaturas
| Pacto                                        | Partido                       | Candidatos |
| -------------------------------------------- | ----------------------------- | ---------- |
| F. Partido Social Cristiana e Independientes | Partido Social Cristiano      | 1          |
| H. Contigo Chile Mejor                       | Partido Socialista de Chile   | 1          |
| H. Contigo Chile Mejor                       | Partido Demócrata Cristiano   | 3          |
| H. Contigo Chile Mejor                       | Partido Comunista de Chile    | 1          |
| H. Contigo Chile Mejor                       | Independientes                | 4          |
| Y. Republicanos e Independientes             | Partido Republicano de Chile  | 1          |
| Z. Chile Vamos                               | Renovación Nacional           | 2          |
| Z. Chile Vamos                               | Unión Demócrata Independiente | 2          |
| Z. Chile Vamos                               | Evolución Política            | 1          |
| Z. Chile Vamos                               | Independientes                | 4          |
| Candidaturas Independientes                  | Candidaturas Independientes   | 11         |
| Total de candidatos a alcalde                | Total de candidatos a alcalde | 31         |

## Provincia de Magallanes

### Punta Arenas

#### Alcalde
| Actual alcalde            | Claudio Radonich Jiménez (RN) | Claudio Radonich Jiménez (RN) | Claudio Radonich Jiménez (RN) | Claudio Radonich Jiménez (RN) | Claudio Radonich Jiménez (RN) |
| Candidato                 | Pacto                         | Partido                       | Votos                         | %                             | Resultado                     |
| ------------------------- | ----------------------------- | ----------------------------- | ----------------------------- | ----------------------------- | ----------------------------- |
| Claudio Radonich Jiménez  | Chile Vamos                   | RN                            | 51 641                        | 63,05                         | Alcalde                       |
| Verónica Aguilar Martínez | Contigo Chile Mejor           | Ind.                          | 24 953                        | 30,46                         |                               |
| Javiera Calvo Rifo        | Partido Social Cristiano      | PSC                           | 5316                          | 6,49                          |                               |

#### Concejales
| Candidato                 | Pacto                                            | Partido | Votos | %    | Resultado |
| ------------------------- | ------------------------------------------------ | ------- | ----- | ---- | --------- |
| Alicia Stipicic Mackenney | Chile Vamos Renovación Nacional - Independientes | RN      | 4456  | 6,81 | Concejal  |
| José Becerra Carvajal     | Chile Mucho Mejor                                | Ind-PPD | 4093  | 6,25 | Concejal  |
| Germán Flores Mora        | Chile Vamos Renovación Nacional - Independientes | Ind-RN  | 3613  | 5,52 | Concejal  |
| Marcela Leichtle Martínez | Republicanos e Independientes                    | PRCh    | 3790  | 5,79 | Concejal  |
| Jorge Risco Navarro       | Chile Mucho Mejor                                | PS      | 3731  | 5,70 | Concejal  |
| Davor Eterovic Díaz       | Por Chile, Seguimos                              | PCCh    | 2463  | 3,76 | Concejal  |
| Jonathan Cárcamo Gómez    | Por Chile, Seguimos                              | FA      | 2377  | 3,63 | Concejal  |
| Miguel Contreras Bravo    | Republicanos e Independientes                    | PRCh    | 1725  | 2,63 | Concejal  |

### Laguna Blanca

#### Alcalde
| Actual alcalde          | Fernando Ojeda González (PS) | Fernando Ojeda González (PS) | Fernando Ojeda González (PS) | Fernando Ojeda González (PS) | Fernando Ojeda González (PS) |
| Candidato               | Pacto                        | Partido                      | Votos                        | %                            | Resultado                    |
| ----------------------- | ---------------------------- | ---------------------------- | ---------------------------- | ---------------------------- | ---------------------------- |
| Fernando Ojeda González | Contigo Chile Mejor          | PS                           | 265                          | 42,67                        | Alcalde                      |
| Jaime Arteaga Vera      | Chile Vamos                  | Ind-EVO                      | 232                          | 37,36                        |                              |
| Carlos Fajardo Cauñán   | Independiente                | Ind.                         | 124                          | 19,97                        |                              |

### Río Verde

#### Alcalde
| Actual alcalde             | Sabina Ballesteros Vargas (UDI) | Sabina Ballesteros Vargas (UDI) | Sabina Ballesteros Vargas (UDI) | Sabina Ballesteros Vargas (UDI) | Sabina Ballesteros Vargas (UDI) |
| Candidato                  | Pacto                           | Partido                         | Votos                           | %                               | Resultado                       |
| -------------------------- | ------------------------------- | ------------------------------- | ------------------------------- | ------------------------------- | ------------------------------- |
| Tatiana Vásquez Barrientos | Independiente                   | Ind.                            | 253                             | 47,47                           | Alcaldesa                       |
| Sabina Ballesteros Vargas  | Chile Vamos                     | UDI                             | 211                             | 39,59                           |                                 |
| Jorge Espinoza Vásquez     | Contigo Chile Mejor             | Ind.                            | 69                              | 12,97                           |                                 |

### San Gregorio

#### Alcalde
| Actual alcalde            | Jeannette Andrade Luis (DC) | Jeannette Andrade Luis (DC) | Jeannette Andrade Luis (DC) | Jeannette Andrade Luis (DC) | Jeannette Andrade Luis (DC) |
| Candidato                 | Pacto                       | Partido                     | Votos                       | %                           | Resultado                   |
| ------------------------- | --------------------------- | --------------------------- | --------------------------- | --------------------------- | --------------------------- |
| Jeannette Andrade Luis    | Contigo Chile Mejor         | DC                          | 132                         | 32,12                       | Alcaldesa                   |
| Alejandro Cárcamo Gajardo | Chile Vamos                 | Ind.                        | 122                         | 29,68                       |                             |
| Cristián Godoy Poblete    | Independiente               | Ind.                        | 102                         | 24,82                       |                             |
| Marco Arteaga Vargas      | Indepdendiente              | Ind.                        | 55                          | 13,38                       |                             |

## Provincia de la Antártica Chilena

### Cabo de HornosyAntártica Chilena

#### Alcalde
| Actual alcalde             | Patricio Fernández Alarcón (DC) | Patricio Fernández Alarcón (DC) | Patricio Fernández Alarcón (DC) | Patricio Fernández Alarcón (DC) | Patricio Fernández Alarcón (DC) |
| Candidato                  | Pacto                           | Partido                         | Votos                           | %                               | Resultado                       |
| -------------------------- | ------------------------------- | ------------------------------- | ------------------------------- | ------------------------------- | ------------------------------- |
| Patricio Fernández Alarcón | Contigo Chile Mejor             | DC                              | 674                             | 57,22                           | Alcalde                         |
| Carlos Soto Anguita        | Independiente                   | Ind.                            | 297                             | 25,21                           |                                 |
| Arturo Storaker Molina     | Chile Vamos                     | UDI                             | 207                             | 17,57                           |                                 |

#### Concejales
| Candidatos               | Pacto                                            | Partido | Votos | %     | Resultado |
| ------------------------ | ------------------------------------------------ | ------- | ----- | ----- | --------- |
| Milena Díaz Villarroel   | Chile Mucho Mejor                                | Ind-PPD | 131   | 11,41 | Concejal  |
| Pamela Tapia Villarroel  | Chile Mucho Mejor                                | Ind-DC  | 117   | 10,19 | Concejal  |
| Patricia Almonacid Salas | Chile Mucho Mejor                                | Ind-PS  | 98    | 8,54  | Concejal  |
| Karina Cárcamo Barría    | Chile Vamos UDI-Evópoli e Independientes         | Ind-UDI | 95    | 8,28  | Concejal  |
| Carolina Guenel González | Chile Vamos Renovación Nacional - Independientes | Ind-RN  | 95    | 8,28  | Concejal  |
| Karina Sandoval Mansilla | Chile Vamos Renovación Nacional - Independientes | Ind-RN  | 68    | 5,92  | Concejal  |

## Provincia de Tierra del Fuego

### Porvenir

#### Alcalde
| Actual alcalde            | José Parada Aguilar (Ind.) | José Parada Aguilar (Ind.) | José Parada Aguilar (Ind.) | José Parada Aguilar (Ind.) | José Parada Aguilar (Ind.) |
| Candidato                 | Pacto                      | Partido                    | Votos                      | %                          | Resultado                  |
| ------------------------- | -------------------------- | -------------------------- | -------------------------- | -------------------------- | -------------------------- |
| José Parada Aguilar       | Contigo Chile Mejor        | Ind.                       | 1607                       | 44,08                      | Alcalde                    |
| Cristián Andrade Gallardo | Independiente              | Ind.                       | 1464                       | 40,15                      |                            |
| Carlos Soto Miranda       | Chile Vamos                | RN                         | 575                        | 15,77                      |                            |

#### Concejal
| Candidato                | Pacto                         | Partido | Votos | %     | Resultado |
| ------------------------ | ----------------------------- | ------- | ----- | ----- | --------- |
| Marisol Andrade Cárdenas | Chile Mucho Mejor             | DC      | 584   | 16,71 | Concejal  |
| Óscar Andrade Guala      | Tu Comuna Radical             | PR      | 270   | 7,73  | Concejal  |
| Javier Nancuante Levicoy | Chile Mucho Mejor             | PPD     | 250   | 7,16  | Concejal  |
| Claudia Cárcamo Muñoz    | Tu Comuna Radical             | PR      | 197   | 5,64  | Concejal  |
| Andrea Muñoz Barría      | Republicanos e Independientes | PREP    | 173   | 4,95  | Concejal  |
| Manuel Loncón Guala      | Chile Mucho Mejor             | DC      | 140   | 4,01  | Concejal  |

### Primavera

#### Alcalde
| Actual alcalde              | Blagomir Brztilo Avendaño (DC) | Blagomir Brztilo Avendaño (DC) | Blagomir Brztilo Avendaño (DC) | Blagomir Brztilo Avendaño (DC) | Blagomir Brztilo Avendaño (DC) |
| Candidato                   | Pacto                          | Partido                        | Votos                          | %                              | Resultado                      |
| --------------------------- | ------------------------------ | ------------------------------ | ------------------------------ | ------------------------------ | ------------------------------ |
| Karina Fernández Marin      | Chile Vamos                    | Ind.                           | 342                            | 46,34                          | Alcaldesa                      |
| Eduardo Hernández Astudillo | Contigo Chile Mejor            | Ind.                           | 203                            | 27,51                          |                                |
| Carlos Hurtado Oyarzún      | Independiente                  | Ind.                           | 193                            | 26,15                          |                                |

### Timaukel

#### Alcalde
| Actual alcalde             | Luis Barría Andrade (Ind.) | Luis Barría Andrade (Ind.) | Luis Barría Andrade (Ind.) | Luis Barría Andrade (Ind.) | Luis Barría Andrade (Ind.) |
| Candidato                  | Pacto                      | Partido                    | Votos                      | %                          | Resultado                  |
| -------------------------- | -------------------------- | -------------------------- | -------------------------- | -------------------------- | -------------------------- |
| Luis Barría Andrade        | Chile Vamos                | Ind.                       | 329                        | 55,20                      | Alcalde                    |
| Fernando Callahan Giddings | Independiente              | Ind.                       | 267                        | 44,80                      |                            |

## Provincia de Última Esperanza

### Natales

#### Alcalde
| Actual alcalde           | Antonieta Oyarzo Alvarado (Ind.) | Antonieta Oyarzo Alvarado (Ind.) | Antonieta Oyarzo Alvarado (Ind.) | Antonieta Oyarzo Alvarado (Ind.) | Antonieta Oyarzo Alvarado (Ind.) |
| Candidato                | Pacto                            | Partido                          | Votos                            | %                                | Resultado                        |
| ------------------------ | -------------------------------- | -------------------------------- | -------------------------------- | -------------------------------- | -------------------------------- |
| Ana Mayorga Bahamonde    | Independiente                    | Ind.                             | 9437                             | 63,06                            | Alcaldesa                        |
| Marcelo Contreras Soto   | Contigo Chile Mejor              | DC                               | 2646                             | 17,68                            |                                  |
| Verónica Pérez Magdalena | Independiente                    | Ind.                             | 1993                             | 13,32                            |                                  |
| Liber Lazo Navarro       | Republicanos                     | PRCh                             | 888                              | 5,93                             |                                  |

### Torres del Paine

#### Alcalde
| Actual alcalde           | Anahí Cárdenas Rodríguez (Ind.) | Anahí Cárdenas Rodríguez (Ind.) | Anahí Cárdenas Rodríguez (Ind.) | Anahí Cárdenas Rodríguez (Ind.) | Anahí Cárdenas Rodríguez (Ind.) |
| Candidato                | Pacto                           | Partido                         | Votos                           | %                               | Resultado                       |
| ------------------------ | ------------------------------- | ------------------------------- | ------------------------------- | ------------------------------- | ------------------------------- |
| Anahí Cárdenas Rodríguez | Chile Vamos                     | Ind.                            | 665                             | 64,25                           | Alcaldesa                       |
| Víctor Mansilla Vidal    | Independiente                   | Ind.                            | 359                             | 34,69                           |                                 |
| Amaru Rogel Bórquez      | Contigo Chile Mejor             | PCCh                            | 11                              | 1,06                            |                                 |